# Power Instinct Matrimelee
Power Instinct Matrimelee (新豪血寺一族 闘婚 -Matrimelee-?, Shin Gōketsuji Ichizoku: Tōkon Matrimelee) è un videogioco di combattimento arcade pubblicato nel 2003 da Playmore con Atlus per il Neo Geo, nonché uno degli ultimi giochi ad essere rilasciato su tale scheda hardware. È il quinto capitolo della serie Power Instinct e il secondo picchiaduro a incontri sviluppato da Noise Factory dopo Rage of the Dragons. Matrimelee è una fusione delle parole "matrimony" (matrimonio) e "melee" (mischia).

## Trama
La storia si svolge circa un anno dopo Power Instinct 2. Dopo essere stato sconfitto nella leggenda del più forte, Kanji è decaduto dalla sua posizione di capo del clan. Sebbene il suo percorso successivo sia sconosciuto, Oume è tornato al vertice. Il clan Gōketsuji viene invitato a un evento in Certain Country. Lo scopo di questo evento è trovare una moglie per l'erede al trono di quel paese.

## Modalità di gioco
Power Instinct Matrimelee ignora gli elementi di gioco introdotti nel suo predecessore, Groove On Fight, e torna alla struttura degli incontri uno contro uno. Il titolo utilizza una disposizione a quattro pulsanti, due per i pugni e due per i calci. Ogni personaggio ha il proprio livello, i propri attacchi e le proprie mosse speciali. Le mosse speciali vengono eseguite tramite combinazioni di movimenti del joystick e pulsanti. Le trasformazioni dei titoli precedenti non sono state riproposte, ma alcune delle forme appaiono come personaggi a sé stanti.
Il gioco eredita il sistema di misurazione dello stress da Power Instinct 2, ma con ulteriori modifiche. Essa ora può essere riempita fino a tre livelli. Le super mosse incluse sono un Stress Shot (una barra), un Ippatsu Ougi (due barre) e un potente attacco super nascosto chiamato Kinjite (tre barre). Tuttavia, solo alcuni personaggi dispongono di mosse Kinjite.
Infine, il giocatore durante la lotta può anche usare il giudice Kuroko come scudo o come proiettile a colpo singolo.

## Personaggi
- Reiji Ōyama – Reiji è un combattente giapponese molto schietto e onesto, un vero fanatico dell'allenamento. Non è bravo con i dettagli, ma eccelle negli incontri di forza fisica. Lavora part-time per un'impresa edile per sfogare le sue energie in eccesso. È in qualche modo una parodia di Ryu di Street Fighter e di molti altri karateka come Ryo Sakazaki e Robert Garcia di Art of Fighting.
- Thin "Chinnen" Nen – Thin Nen è un violento monaco Shaolin con desideri osceni. Quest'uomo religioso ha studiato antichi rituali per acquisire poteri mistici ed è disposto a tutto per ottenere ciò che desidera, che si tratti di donne, cibo o denaro.
- Saizō Hattori – Saizō è un ninja oscuro che tiene nascoste le sue emozioni. Solitamente si nasconde dietro una maschera da ninja per evitare il contatto con gli altri, anche se in alcune occasioni il suo lavoro part-time lo obbliga a comparire sul palco con un costume da animale.
- White Buffalo – White Buffalo è un nativo americano che cerca di proteggere i diritti del suo popolo a tutti i costi. Uomo di poche parole, apprezza le piccole cose della vita.
- Poochy – Poochi è un lottatore introdotto come una trasformazione di Kintaro Kokuin in Power Instinct 2, ed è l'unica trasformazione che è apparsa come personaggio separato da Kinta in più di un gioco. Egli indossa un costume da cane e combatte lanciando ossa di potenza all'avversario.
- Otane "Tane" Gōketsuji – Da bambina, Otane veniva costantemente rimproverata e abusata dalla sorella maggiore, Oume, e trascurata dalla madre, Oshima, a causa della sua riluttanza a reagire. Dopo aver subito per molti anni gli abusi di Oume, Otane decise di andarsene di casa all'età di 15 anni con un solo obiettivo in mente: allenarsi senza sosta per poter un giorno sconfiggere Oume e dimostrare di essere una degna leader del clan Gōketsuji.
- Oume "Ume" Gōketsuji – Oume, come la sorella minore Otane, è una superumana. Per padroneggiare i suoi misteriosi attacchi, si è confinata in montagna. Inoltre, ha una presenza inquietante e ultraterrena e si dice che possa trasformare i suoi avversari in pietra semplicemente guardandoli negli occhi.
- Kanji Kokuin – Un uomo anziano, ex marito di Oume Gōketsuji, Kanji Kokuin ora cerca di sconfiggere i membri del clan Gōketsuji per ottenere il pieno controllo del clan. Inizia la battaglia con i suoi muscoli pompati, ma se fallisce nell'avvio della sua super mossa, perde la sua forza e si trasforma in un uomo irritabile che combatte solo con il suo bastone da passeggio.
- Keith Wayne – Keith è un playboy a cui piace flirtare con le donne, ed è uno dei motivi per cui partecipa al torneo di Gōketsuji. Alla fine, incontra Annie Hamilton, che diventa l'amore della sua vita e da allora è determinato a dimostrare di essere l'uomo giusto per lei.
- Kurara "Clara" Hananokōji – Kurara è una strega che usa i suoi poteri speciali e la sua bacchetta magica per il proprio tornaconto personale. Cerca di divertirsi e divertirsi durante i suoi viaggi in giro per il mondo. Sebbene sembri una quindicenne, l'età esatta di Kurara è sconosciuta. Quando ottiene abbastanza potere da un combattimento, può trasformarsi nel suo alter ego, Super Kurara (una donna che indossa pattini a rotelle mentre combatte in abiti succinti). È anche protagonista del suo spin-off, Purikura Daisakusen, e appare come personaggio sbloccabile nella versione PlayStation di Heaven's Gate, un altro picchiaduro di Atlus.
- Annie "Anny" Hamilton – Nata in Inghilterra, Annie è una donna calma e compassionevole, nata in una famiglia benestante. A volte è autoritaria e prepotente, a causa della sua educazione viziata. Tuttavia, ama gli animali e attualmente ha sei cani, quattro gatti, tre cavalli e una tartaruga di nome Kensington.
- Buntarō Kuno – Uno studente delinquente che partecipa al torneo per incontrare il suo idolo, Reiji Ōyama.
- Shintarō Kuno – Fratello minore di Buntarō, anche lui uno studente delinquente, partecipa al torneo per sconfiggere il fratello.
- Hikaru Jōmon – Una studentessa maschiaccio che combatte con un bastone e partecipa al torneo per dimostrare di essere la migliore combattente.
- Olof Linderoth – La guardia del corpo della principessa Sissy, che gli chiede di partecipare al torneo per mettersi alla prova.
- Princess Sissy – Personaggio non giocabile e boss finale del gioco. La principessa di Certain Country, addestrata per diventare la successore al trono. È un'utilizzatrice di armi segrete che nasconde una palla di ferro in tasca, un trapano nel piede e varie altre in una scatola. Ha un fratello maggiore orribile, il principe, e se un personaggio femminile vince il torneo, sarà costretta a sposare quest'ultimo, ma né Sissy né il principe possono sposare nessun altro che Reiji, poiché rifiutano (anche se nel caso di Reiji, il matrimonio finisce piuttosto felicemente).

## Accoglienza
La rivista francese HardCore Gamers diede a Power Instinct Matrimelee il punteggio positivo di 8 su 10.

## Sequel
Shin Gōketsuji Ichizoku: Bonnō Kaihō (新豪血寺一族 煩悩解放?) è il diretto seguito di Power Instinct Matrimelee, sviluppato sempre da Noise Factory e pubblicato da Excite Japan il 25 maggio 2006 solo in Giappone. Poiché è ambientato subito dopo Matrimelee, viene spesso visto come un "aggiornamento" del titolo. Include grafica e audio migliorati, il ritorno di due personaggi più datati, Angela Belti e Kinta Kokuin, un nuovo boss (Bobby Strong, una reinterpretazione comica del personaggio nigeriano-giapponese Bobby Ologun, che ha prestato la sua voce al gioco) e la funzione di trasformazione. Il gameplay è stato migliorato anche in alcuni aspetti e i super attacchi sono stati resi più facili da eseguire. Introduce anche un sistema di combattimento online e una funzione di raccolta di carte.